# Paul White (baron Hanningfield)
Pour les articles homonymes, voir White.
Paul Edward Winston White, baron Hanningfield, né le 16 septembre 1940 et mort le 20 octobre 2024, est un homme politique britannique et membre de la Chambre des lords. Il occupe divers postes de direction dans des collectivités locales en tant que conservateur et joue un rôle important dans la création de l'Association des collectivités locales (local government).
Il est impliqué dans le scandale des dépenses parlementaires, et est reconnu coupable de fausse comptabilité et envoyé en prison. Après sa libération, il est suspendu de la Chambre des lords.

## Biographie
Fils d'Edward Ernest William White de son mariage avec Irene Joyce Gertrude Williamson, White fait ses études à la King Edward VI Grammar School de Chelmsford et reçoit une bourse d'études Nuffield pour l'agriculture.
En 1962, White est nommé président des Young Farmers, et en même temps devient membre de l'exécutif de la Chelmsford Conservative Association, poste qu'il occupe jusqu'en 1999. Il est élu pour la première fois au Conseil du comté d'Essex en 1970 et est président du conseil de 1989 à 1992. Il est également président du Conseil des autorités éducatives locales entre 1990 et 1992 et dirigeant de l'Association des conseils de comté entre 1995 et 1997.
Il est créé pair à vie le 31 juillet 1998, en tant que baron Hanningfield, de Chelmsford dans le comté d'Essex, et est ainsi connu sous le nom de Lord Hanningfield, en reconnaissance de son travail dans la création de l'Association des collectivités locales d'Angleterre et pays de Galles. De 1997 à 2001, Hanningfield est vice-président et chef du groupe conservateur de la Local Government Association. Il est chef du conseil du comté d'Essex de 2001 jusqu'à sa démission en 2010. Hanningfield est également membre de la Cour de l'Université de l'Essex et lieutenant adjoint du comté d'Essex.
Le 18 mars 2009, la Countryside Alliance décerne à Hanningfield le prix Rural Vision 2009 pour son travail de protection et de promotion des communautés rurales. L'Alliance estime que l'implication et le leadership dont il faisait preuve dans son opposition à la deuxième piste de l'aéroport de Londres-Stansted et aux fermetures de bureaux de poste montrent qu'il est un homme politique ayant le plus à cœur l'avenir de la campagne.

## Scandale des dépenses parlementaires
En février 2010, il est accusé d'infractions en vertu de l'article 17 du Theft Act 1968 concernant la fausse comptabilisation des demandes de remboursement d'hébergement. Il démissionne immédiatement de son poste de porte- parole de l'opposition pour les communautés, le gouvernement local et les transports. Plus tard dans la journée, il démissionne aussi de son poste de chef du conseil du comté d'Essex et David Cameron l'exclut du parti au parlement.
Le 27 mai 2010, Hanningfield, Jim Devine, Elliot Morley et David Chaytor comparaissent devant le Southwark Crown Court pour une audience préliminaire. Hanningfield est accusé de six chefs d'accusation de fausse comptabilité et son procès devant la Crown Court de Chelmsford commence le 16 mai 2011. L'avocat de la poursuite Clare Montgomery accuse Hanningfield d'avoir réclamé des séjours d'une nuit à Londres alors qu'il était en fait retourné chez lui dans l'Essex. À une occasion, lorsqu'il a demandé le remboursement d'une nuitée à Londres, il était en fait dans un avion pour l'Inde.
Hanningfield nie toutes les accusations. Il dit à la police qu'il a été «distingué»; dans une interview en août 2009, il a déclaré à la police: «J'ai fait la même chose que 500 ou 600 autres pairs». Le 26 mai 2011, Hanningfield est reconnu coupable des six chefs d'accusation.
Le 1er juillet 2011, Hanningfield est condamné à neuf mois d'emprisonnement, après que le tribunal ait entendu le témoignage de son psychiatre, le professeur Valerie Cowey, déclarant qu'« il avait exprimé des idées suicidaires » et qu'« il m'a dit qu'il serait absolument écrasé par une peine privative de liberté ». L'accusation souligne qu'il a été assez bien pour assister à la Chambre des lords la semaine précédente. La peine prononcée est la plus courte infligée à toute personne reconnue coupable de malhonnêteté dans le scandale des dépenses. L'appel de Hanningfield contre sa condamnation est rejeté par la Cour d'appel le 20 juillet 2011.
Le 12 septembre 2011, il est libéré de prison avec assignation à résidence, après avoir purgé seulement un quart de sa peine de neuf mois,.
En octobre 2011, Hanningfield entame une action en justice contre la police d'Essex pour arrestation abusive, soupçonné d'utilisation frauduleuse d'une carte de crédit du conseil de comté, quelques jours après sa libération de prison. Il envoie une lettre avant la réclamation les informant qu'il demande 3 000 £ pour arrestation et détention illégales, 1 500 £ pour intrusion et 2 000 £ de frais. En février 2013, il obtient 3 500 £ de dommages-intérêts pour arrestation illégale et fouille de son domicile sans mandat de perquisition.
En décembre 2011, le comité de la Chambre des lords recommande que la baronne Uddin et Lord Hanningfield ne soient pas autorisés à retourner auprès des Lords tant que les dépenses indues n'auraient pas été remboursées. Hanningfield retourne à la Chambre des Lords en avril 2012 après avoir remboursé 30 000 £ mais n'a pas parlé à nouveau dans la chambre avant octobre 2013 ,.
En septembre 2012, Hanningfield est condamné à rembourser 37 000 £ supplémentaires couvrant une période de six ans de dépenses, en vertu du Proceeds of Crime Act. Hanningfield qualifie cela d'« injuste » et déclare que pour le payer, il aurait besoin de lever une hypothèque et de faire des conférences rémunérées et d'assister plus souvent à la Chambre des lords, gagnant 300 £ de frais de participation quotidiens, pour rembourser l'hypothèque.
En mai 2014, il est temporairement suspendu de la Chambre des lords. Sa suspension prend fin en mai 2015.